# Alvis Leonides

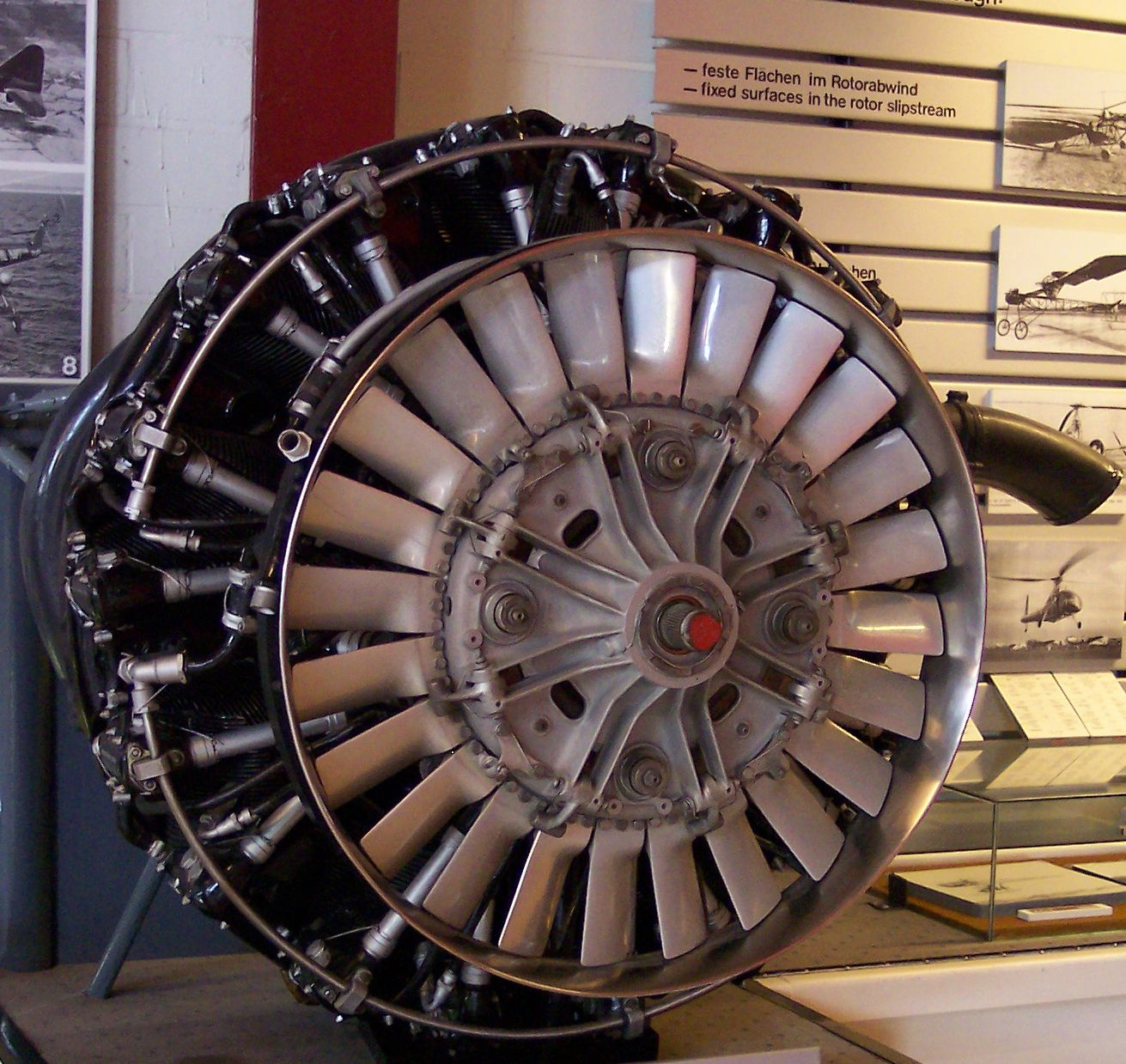
Un Leonides Mk.173; si noti la grande ventola davanti ai cilindri, tipica dei motori in dotazione agli elicotteri

L'Alvis Leonides era un motore aeronautico radiale a 9 cilindri raffreddato ad aria sviluppato dall'azienda britannica Alvis Car and Engineering Company Ltd dalla fine degli anni trenta ma avviato alla produzione solo dopo la fine della seconda guerra mondiale.

## Storia
Lo sviluppo del 9 cilindri era seguito dal Capt. George Thomas Smith-Clarke. Il primo prototipo del motore, a cui venne data la designazione 9ARS, venne ultimato nel dicembre 1936. Era un classico radiale con distribuzione a valvole in testa (OHV) 2 valvole per cilindro che erogava 450 hp (336 kW) per un peso a vuoto di 693 lb.
Nel 1938 la Airspeed (1934) Ltd mise a disposizione il suo pilota collaudatore George Errington ed un Bristol Bulldog (numero di serie K3183) appositamente per testare il motore in volo. Lo sviluppo proseguì lentamente a causa dello scoppio della seconda guerra mondiale e, dopo i test compiuti su un Airspeed Oxford e su un Airspeed Consul (VX587), nel 1947 la Alvis fu in grado di commercializzare il suo motore in due distinte serie, la serie 500 (502, 503 e relativi sottotipi) destinata ad equipaggiare aerei e la serie 520 ottimizzata per l'uso su elicotteri. Quest'ultima era caratterizzata dalla trasmissione diretta senza interposizione di riduttore di velocità, dall'adozione di una grossa ventola per convogliare l'aria ai cilindri e di una frizione centrifuga.
La prima fornitura di serie fu destinata al bimotore da trasporto Percival Prince del 1948 ed agli elicotteri Sikorsky S-51, prodotti su licenza dalla Westland Aircraft, e Westland Dragonfly.
Dal 1958 la corsa venne incrementata a 4,8 in (principalmente il Mk.531 destinato al Twin Pioneers) accreditato di 640 hp (477 kW).
Il Leonides, rimasto in produzione sino al 1966, è stato l'ultimo motore aeronautico a pistoni di fascia alta di potenza prodotto nel Regno Unito.

## Versioni
Leonides 126
versione da aereo; potenza erogata 550 hp (410 kW)
Leonides 502/4 Mk.24
da 570 hp (425 kW)
Leonides 531/8
da 640 hp (475 kW)

## Utilizzatori

### Aerei
- Percival P.66 President/Prince  - 2 × 503/7A, Mk 128 01/2, 540/560 hp (RAF: Pembroke, Royal Navy; Sea Prince)
- Percival Provost – 1 × 126, 550 hp (410 kW)
- Scottish Aviation Pioneer – 1 × 503/7A, Mk 128 01/2, 540/560 hp
- Scottish Aviation Twin Pioneer CC1 – 2 × 514/8, 550 hp
- Scottish Aviation Twin Pioneer CC2 – 2 × 531/8, Mk138, 640 hp

### Elicotteri
- Bristol Sycamore – 1 x Mk. 173, 550 hp (410 kW)
- Westland Widgeon – 1 × 521/1, 520 shp (388 kW)
- Westland Dragonfly – 1 × 521/1, 520 shp (388 kW)

### Conversioni
- Harker Leo-cat – 1 × 560 hp (418 kW)
- Server-Aero Leo-cat – 1 × 560 hp (418 kW)

### Prototipi
- Agusta A.Z.8-L - 4 × 503/2
- Fiat G.49-1 - 1 × 502/4 Mk.24 da 570 hp (425 kW)
- de Havilland Canada DHC-2 Beaver Mk.2 – 1 × 502/4, 520 hp
- Fairey Gyrodyne – 1, 525 hp
- Handley Page H.P.R.2 (solo WE505) – 1 × 502/4, 550 hp
- SR-N1 Hovercraft - il primo hovercraft